# Johann Klima
Ne doit pas être confondu avec Karl Klima.
Johann Klima est un footballeur autrichien né le 11 février 1900 et mort en 5 janvier 1946. Il était attaquant.  

## Carrière
- 1921-1934 :  SK Admira Vienne

## Palmarès
- Champion d'Autriche en 1927, 1928, 1932 et 1934
- Vainqueur de la Coupe d'Autriche en 1928 et 1932
- 11 sélections et 3 buts avec l'équipe d'Autriche entre 1923 et 1931[1],[2]

## Source
- Marc Barreaud, Dictionnaire des footballeurs étrangers du championnat professionnel français : 1932-1997, Paris/Montréal (Québec), L'Harmattan, mai 1998, 320 p. (ISBN 978-2-7384-6608-2 et 2-7384-6608-7, lire en ligne)